# Родина (дворец культуры)

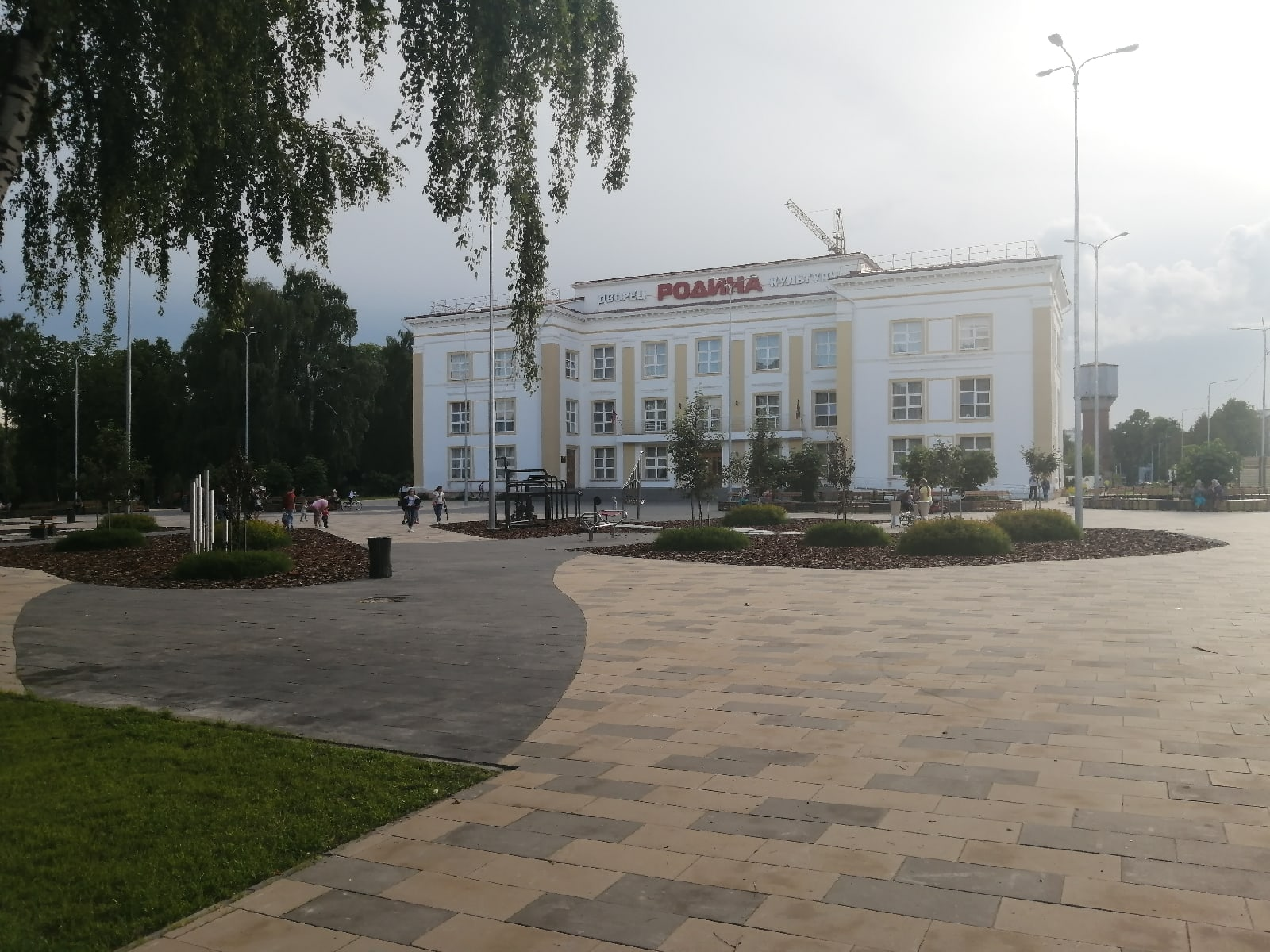
Дворец культуры "Родина" в июне 2020 г.

Дворец культуры «Родина» — один из культурных центров города Зеленодольска. Построен в 1944 году. Для зеленодольцев ДК «Родина» это история города, его духовность и наследие.

## История
Строить клуб начал завод им. Серго в Великую Отечественную войну для проведения заводских мероприятий, а также для поднятия духа населения в тяжелое время. Официальное открытие Дворца Культуры состоялось 10 декабря 1944 года. Первым директором Дворца Культуры стал Геннадий Викторович Волков.
Настоящий расцвет творческой деятельности Дворца Культуры наступил после Великой Отечественной войны. Наступила мирная пора, начала налаживаться жизнь людей. Во дворце культуры все больше стало появляться кружков и художественных коллективов.
Во Дворце начинают регулярно проходить концерты и другие массовые мероприятия. Ставятся спектакли таких театров, как Татарский академический театр им. Г. Камала, оперный театр им. М. Джалиля и Большой драматический театр им. Качалова .
В своё время на сцене театра выступали народные артисты Советского Союза — Игорь Ильинский, Любовь Орлова, Людмила Зыкина, Лев Лещенко, Михаил Пуговкин, Леонид Андреев, Марк Бернес, Махмуд Эсамбаев, Лидия Русланова, Нонна Мордюкова, Майя Кристалинская, поэты Константин Симонов, Роберт Рождественский, Владимир Высоцкий и многие другие.

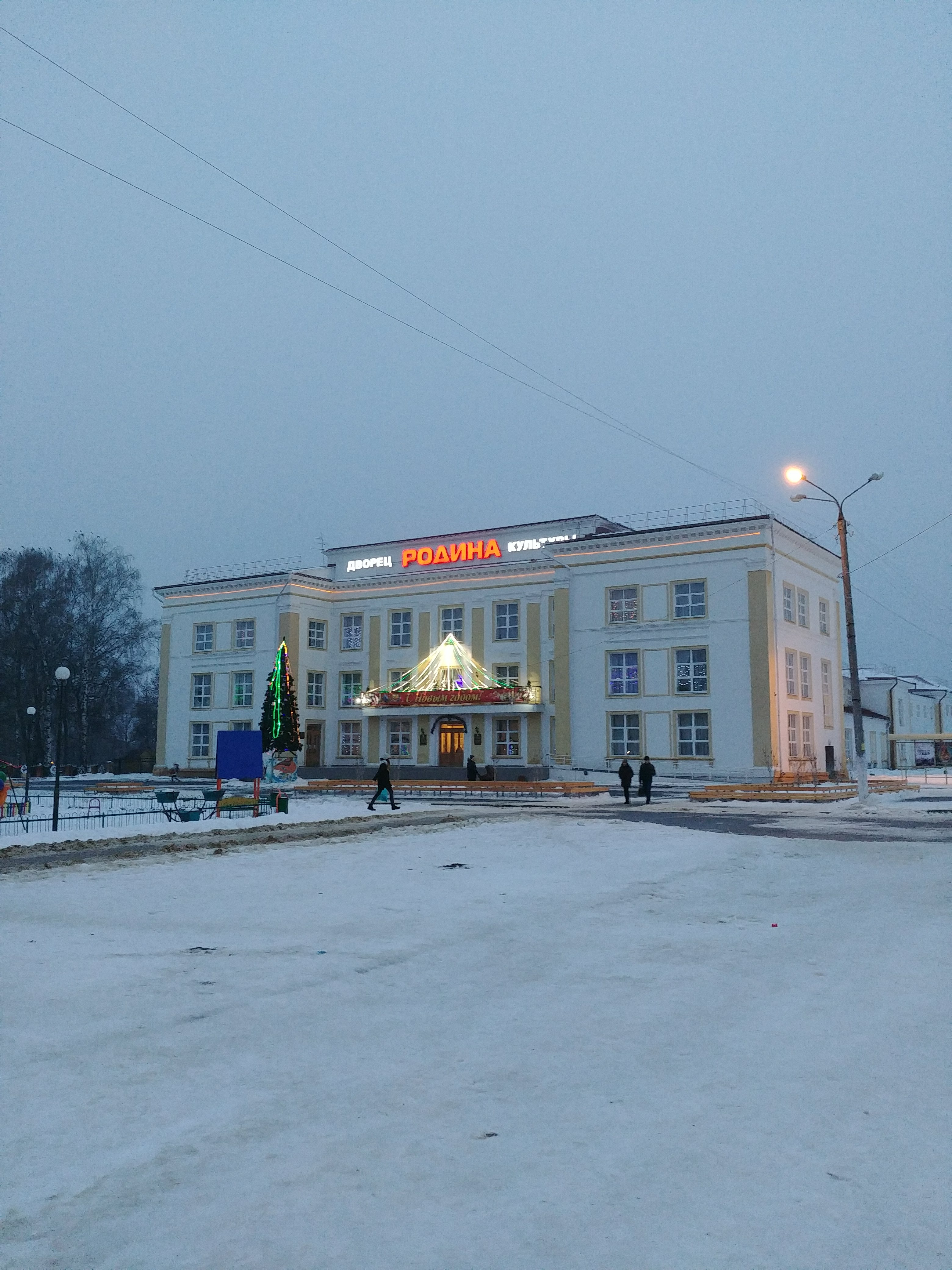
Дворец культуры "Родина" в декабре 2017 г.

## Настоящее время
В настоящее время в ДК Родина проходят различные массовые мероприятия. Это мюзиклы, сказки, благотворительные акции, сольные концерты и многое другое.
Однако в связи с высокой степенью износа здания дворца стало невозможно на должном уровне проводить занятия с молодежью и организовывать культурно-массовые мероприятия. В связи с этим в данный момент во Дворце ведется капитальный ремонт.
.

## Коллективы
- Народный хореографический коллектив «Веснушки»

- Театра песни «Золотой микрофон»[5]